# Pelé
Pelé, bijnaam van Edson Arantes do Nascimento (Três Corações, 23 oktober 1940 – São Paulo, 29 december 2022), was een Braziliaans voetballer. In zijn carrière won Pelé vele grote prijzen, waaronder driemaal het WK met het Braziliaans elftal. Mede dankzij deze drie wereldtitels, zijn enorme talent, beheersing van alle onderdelen van het spel en mentaliteit wordt Pelé door velen als de beste voetballer aller tijden gezien. Pelé maakte in zijn hele carrière 1301 doelpunten, en had daar 1390 wedstrijden voor nodig. Na zijn carrière zette hij zich in voor goede doelen en werd hij een belangrijk persoon bij de FIFA.

## Jeugd
Pelé werd geboren in Três Corações in de Braziliaanse deelstaat Minas Gerais, op 23 oktober 1940, en was een buitengewoon getalenteerd voetballer. Hij leerde voetballen op 'straat'; hoewel de benaming straat ongepast is, omdat het gewoon een stuk kale aarde met hier en daar een beetje gras was. Pelé speelde altijd op blote voeten (descalço, pelado), waaraan hij deels zijn grootse techniek te danken heeft. Dat 'veldje' lag in Bauru, een stadje waar Pelés vader Dondinho, eveneens profvoetballer, uitkwam voor de plaatselijke club. De naam Pelé (lett. 'lappenbal') is een bijnaam die hij kreeg van de jongens met wie hij altijd voetbalde toen hij klein was, ook al begreep hij niet waarom. Zijn ouders (Dondinho en Celeste) noemden hem vooral ‘Dico’. Ook kreeg hij later meerdere bijnamen van fans en journalisten, zoals Perla Negra (De Zwarte Parel), o Rei do Futebol (De Voetbalkoning) of kortweg O Rei (De Koning; deze bijnaam kreeg hij al in 1957, op zijn 17de, van toneel- en sportschrijver Nelson Rodrigues).
Toen Pelé sinds 1952 in het jeugdelftal van Bauru Atlético Clube speelde werd hij getraind door oud-international Waldemar de Brito. De stad Bauru ligt op 350 kilometer van São Paulo en op ongeveer 750 kilometer van Rio de Janeiro. De clubs Corinthians, Palmeiras, São Paulo en Santos volgden Pelé al op zijn vijftiende. Bauru AC, waar Pelé nog steeds speelde, kwam uit in de provinciale competitie waar ook deze vier teams in uitkwamen. Santos FC, de voormalige club van Pelés trainer De Brito, trok uiteindelijk aan het langste eind. De Brito heeft hoogstwaarschijnlijk een rol gespeeld bij deze keuze.
In Pelés geboorteplaats, Três Corações, staat een standbeeld van hem. En in Bauru, de stad waar hij opgroeide, is een straat naar hem genoemd.

## Clubcarrière

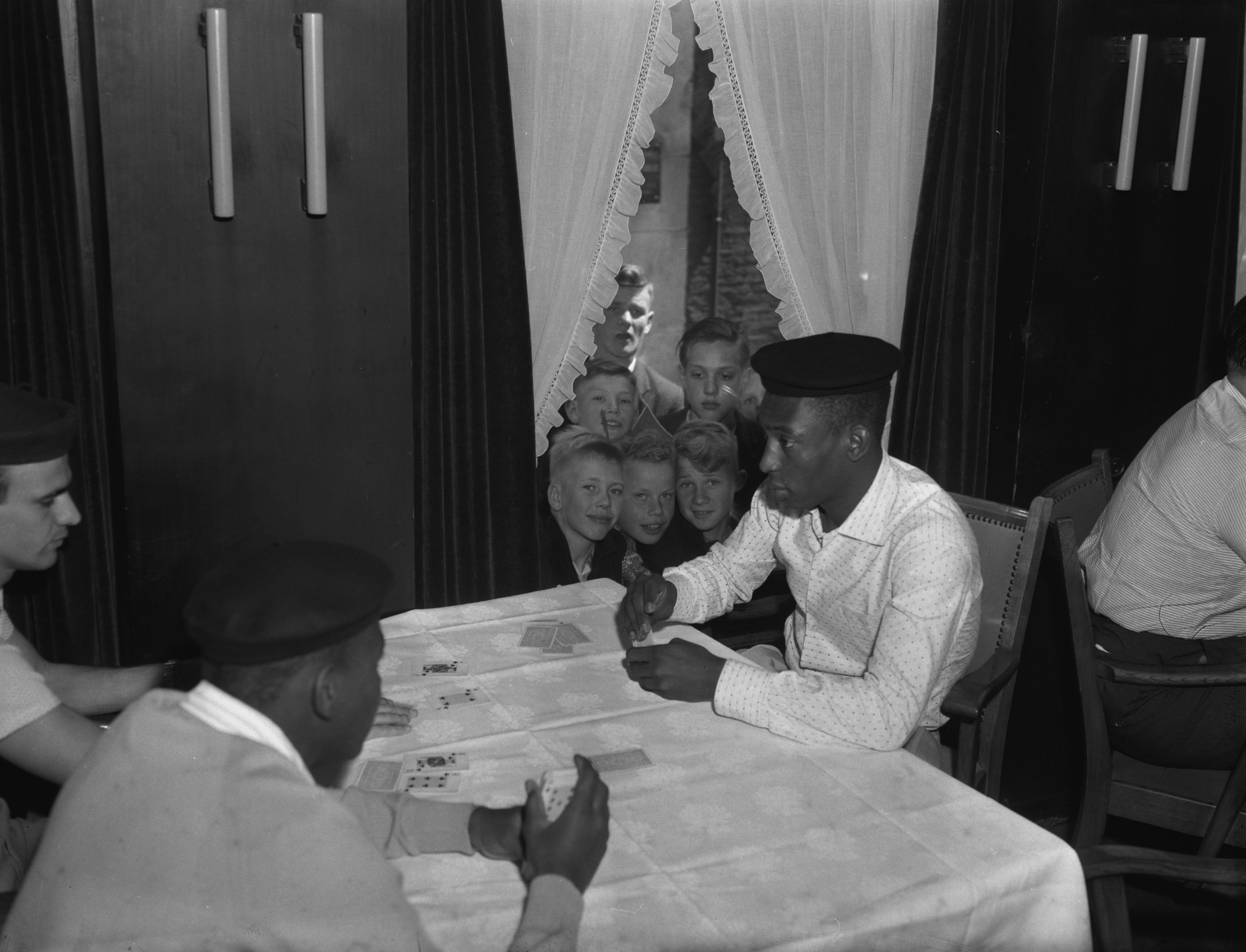
Pelé kaartend met Santos-spelers (Groningen, 1959)

Pelé speelde het grootste deel van zijn carrière in Brazilië voor Santos FC, waar hij tussen 1956 en 1974 actief was. Samen met Coutinho vormde hij een erg productief aanvallersduo. Hij maakte zijn debuut al op vijftienjarige leeftijd en kon in zijn eerste wedstrijd al scoren. In 1958 won hij zijn eerste prijs met Santos toen ze het Campeonato Paulista wonnen. Hij scoorde 58 goals dat seizoen, een record dat nog steeds stand houdt. Een jaar later wonnen ze het Torneio Rio-São Paulo. In 1960 won de club opnieuw het staatskampioenschap, maar ging volledig onderuit in het Torneio Rio-São Paulo 1960, waar ze slechts achtste werden. In 1961 werd de club voor het eerst landskampioen, na het winnen van de finale in de Taça Brasil van Bahia. In 1962 en 1963 won hij met Santos de Copa Libertadores tegen respectievelijk Peñarol en Boca Juniors en diezelfde jaren ook de intercontinentale beker tegen het Benfica Lissabon van Eusebio en AC Milan. Tegen Benfica scoorde hij zelfs een hattrick. Real Madrid, Juventus en Manchester United probeerden Pelé binnen te halen, maar de regering van Brazilië beschouwde Pelé als een nationale schat en verhinderde dat de speler kon transfereren. In 1964 werd de club in de halve finale gestopt door Independiente. De club werd dat jaar wel voor de vierde keer op rij landskampioen. Ook het jaar erop was de halve finale het eindstation in de Copa Libertadores. Peñarol schakelde de club uit na drie wedstrijden, maar Pelé werd met 8 goals wel topschutter van het toernooi. In de finale van de Taça Brasil 1966 kreeg de club over twee wedstrijden negen doelpunten om de oren tegen het Cruzeiro van Tostão. Santos won in 1967, 1968 en 1969 nog wel het Campeonato Paulista, maar Pelé droeg hier steeds minder aan bij en op nationaal niveau werd Palmeiras de dominante club. Op 19 november 1969 scoorde hij in een wedstrijd tegen Vasco da Gama in het Maracanã zijn duizendste goal uit zijn carrière. In 1967 speelde hij in de Nigeriaanse stad Lagos een exhibitiewedstrijd met spelers als Zito, Pepe en Coutinho, waarvoor zelfs een 48 uur lange wapenstilstand afgekondigd werd in de Biafra-oorlog.
In 1974 stopte hij met voetballen en speelde nog af en toe voor Santos. In 1975 maakte hij echter een comeback toen hij naar het buitenland ging om te spelen voor New York Cosmos, waar toentertijd meer bekende spelers speelden. In 1975 probeerde ook Feyenoord Rotterdam Pelé te verleiden bij hen te komen spelen.
Pelé beheerste alle onderdelen van het voetbalspel tot in de perfectie: zijn balbehandeling was onberispelijk, hij kon uitstekend koppen, beschikte over grote technische bedrevenheid, had een geweldige aanname (zowel met voeten als met de borst) en was een briljant spelverdeler. Ook kon hij in zijn hoogtijdagen de honderd meter in 11 seconden lopen en met hoogspringen de 1 meter 80 halen.

## Braziliaans elftal

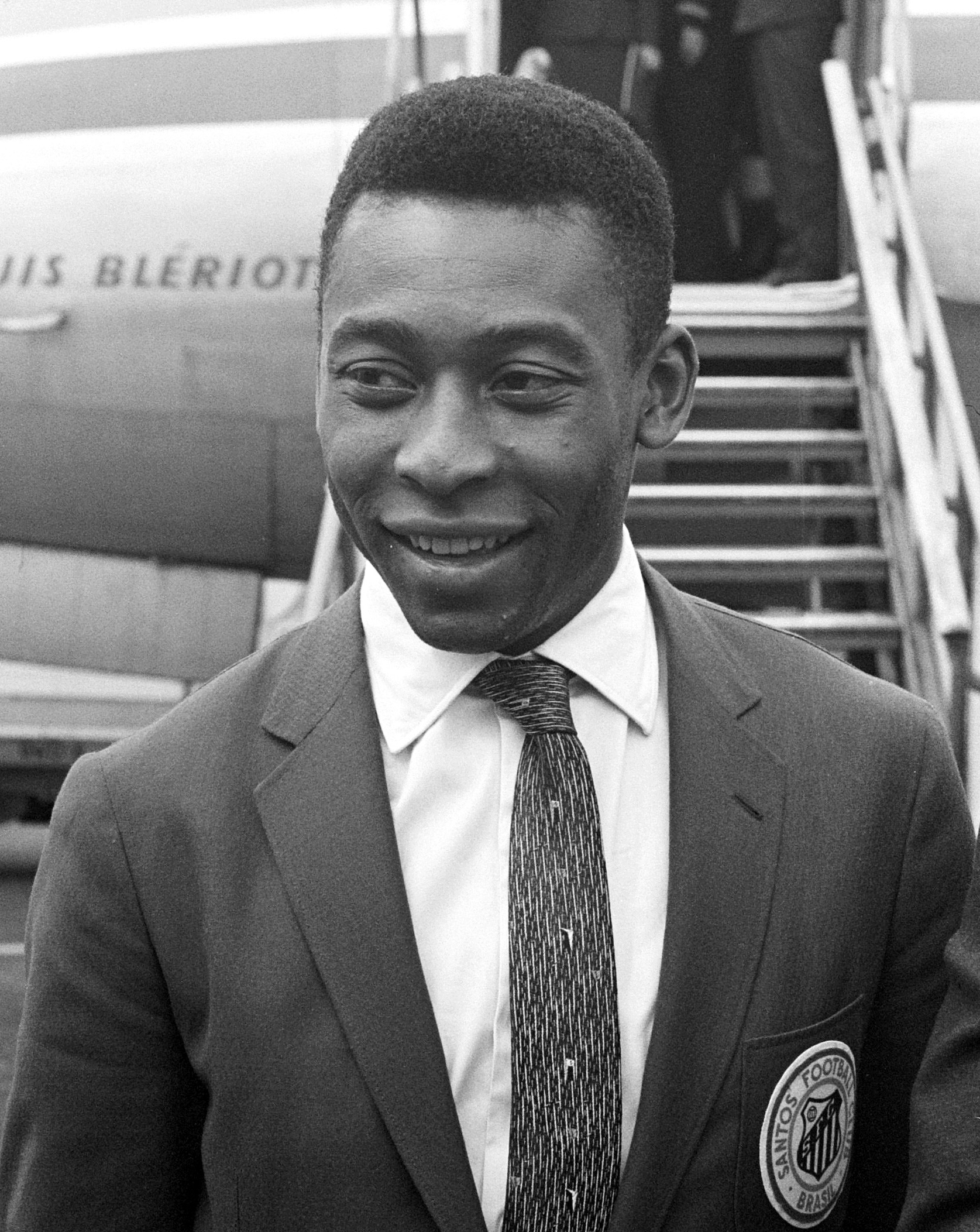
Pelé op Schiphol (1962)

Pelé speelde op vier wereldkampioenschappen: die van 1958, 1962, 1966 en 1970. Pelé won 1958, 1962 en 1970, hoewel hij in de zege van 1962 een klein aandeel had vanwege een blessure. Van de 92 interlands won Pelé met Brazilië 67 keer, speelde 14 keer gelijk en verloor 11 wedstrijden.

### WK van 1958
Toen Pelé pas zeventien was, kwam hij samen met de rest van de Braziliaanse selectie aan in Zweden voor het WK 1958. Door een knieblessure speelde Pelé de eerste wedstrijd (3-0 winst tegen Oostenrijk) en ook de tweede wedstrijd (0-0 tegen Engeland) niet. De coach, Vicente Feola, bracht voor de derde groepswedstrijd tegen de Sovjet-Unie drie wissels aan. Garrincha, Zito en Pelé kwamen in de basisopstelling te staan. Pelé schoot een keer op de paal, maar scoorde niet. Brazilië won toch met 2-0. In de kwartfinale tegen Wales scoorde Pelé wél. In de 74e minuut maakte hij de beslissende goal en werd met 17 jaar en 239 dagen de jongste doelpuntenmaker op een WK. Dat record staat vandaag de dag nog steeds.
De eerste helft tegen Frankrijk in de halve finale ging redelijk voorspoedig. Brazilië stond 2-1 voor. Tijdens de tweede helft scoorde Pelé een hattrick: in de 53ste, 64ste en 75ste minuut wist hij het net te vinden. De Fransen scoorden nog eenmaal tegen en Brazilië ging met 5-2 door naar de finale, waar ze Zweden troffen. De Zweden werden weggespeeld. Vavá scoorde tweemaal op aangeven van Garrincha en Pelé schoot eenmaal op de lat, nadat Nils Liedholm voor Zweden had gescoord. In de 54ste minuut scoorde Pelé wel, daarna scoorde Mario Zagallo, vervolgens Agne Simonsson voor Zweden en tot slot maakte Pelé de 5-2. Brazilië was wereldkampioen, de wereld had kennisgemaakt met een buitengewoon talent dat 6 keer scoorde in 4 wedstrijden. Met dat aantal werd hij trouwens geen topscorer, Just Fontaine van Frankrijk scoorde namelijk vaker.

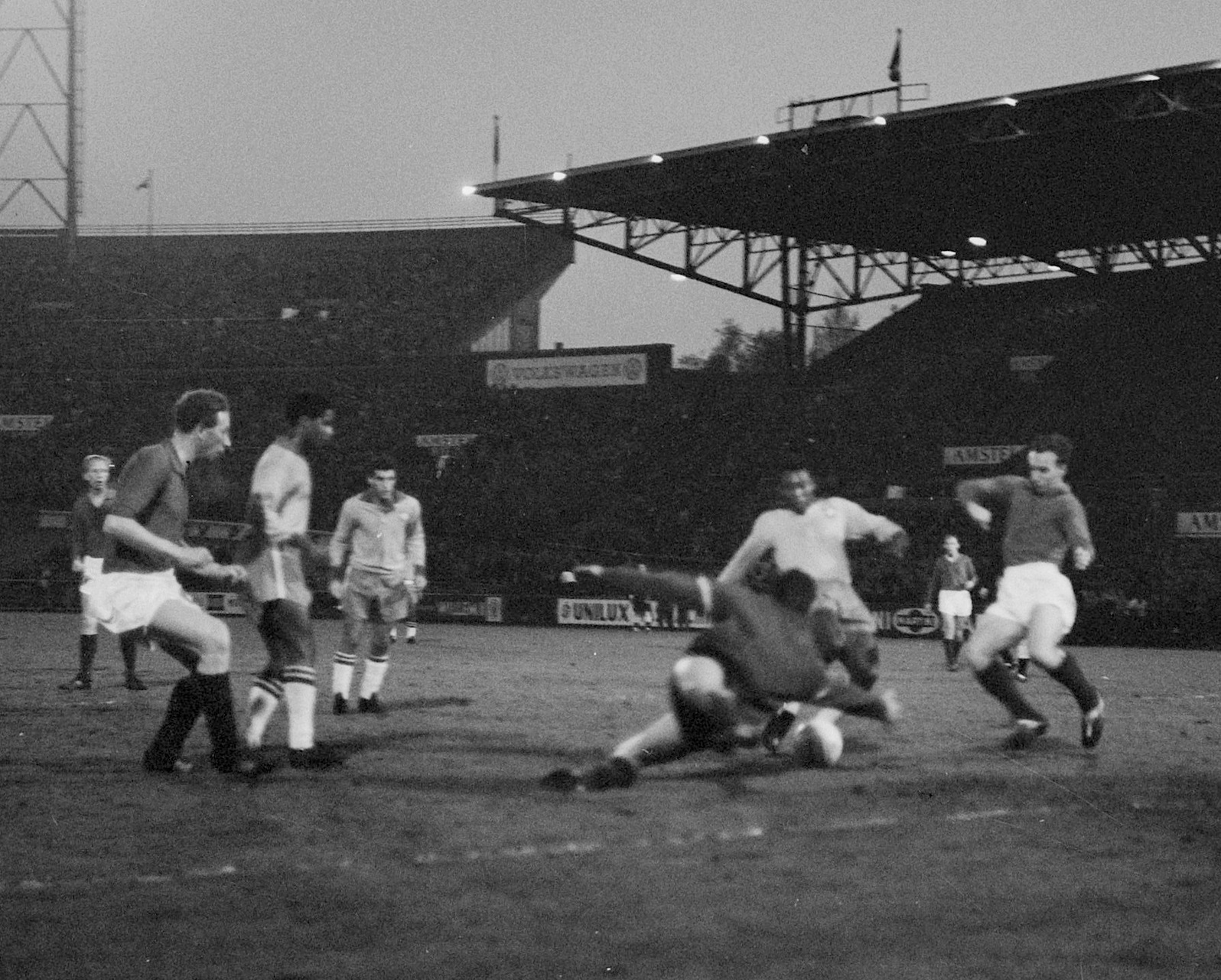
Nederland-Brazilië 1963: Pelé en Eddy Pieters Graafland

Terug in zijn vaderland kreeg hij een auto, een Romisetta, en werd er een straat naar hem vernoemd in Bauru.

### WK van 1962
Het WK van 1962 in Chili liep echter uit op een grote teleurstelling. Pelé was inmiddels 21 jaar. Hij verborg een liesblessure, om toch te kunnen spelen. In de eerste wedstrijd gaf Pelé een assist en scoorde zelf een prachtig doelpunt nadat hij de hele Mexicaanse verdediging had uitgespeeld. In de volgende wedstrijd, drie dagen later tegen Tsjechoslowakije, schoot hij op de paal. Toen hij de terugkomende bal wilde opvangen en zijn been strekte, voelde hij iets knappen, en kon onmogelijk verder. Pelé kon niet meer spelen op dat toernooi en Garrincha werd de grote ster en topscorer van het toernooi, en Brazilië won zijn tweede wereldtitel, al was deze voor Pelé een stuk minder plezierig.

### WK van 1966

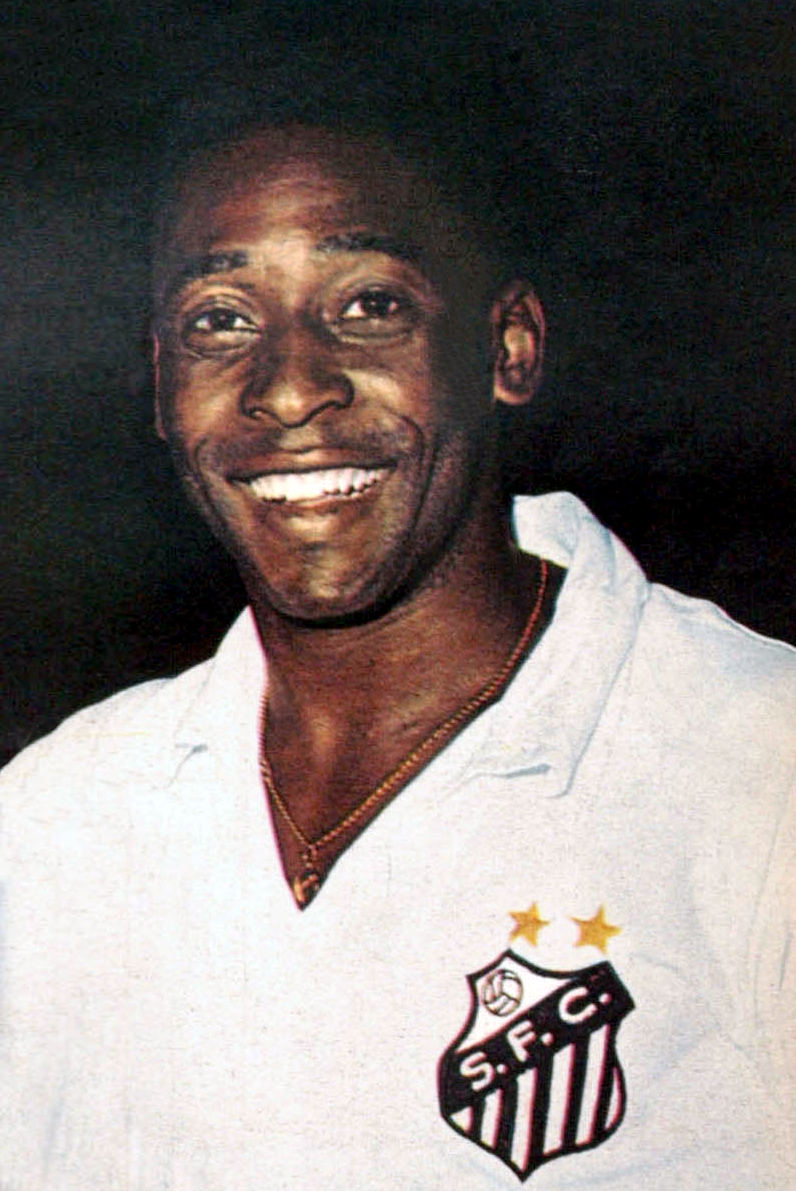

Het wereldkampioenschap in 1966 ging ietsje beter voor de toen 25-jarige Pelé. In de eerste groepswedstrijd tegen Bulgarije scoorde Pelé. In de tweede groepswedstrijd (tegen Hongarije) speelde Pelé niet, nadat hij een aantal tikken had gekregen van de Bulgaarse verdedigers. Brazilië verloor die tweede wedstrijd met 3-1 van een zeer goed spelend Hongarije. De derde wedstrijd was tegen het Portugal van Eusébio. Nadat verdediger João Maorais Pelé had geraakt met een vliegende tackle op kniehoogte lag Pelé kermend op het veld. Toen hij probeerde op te staan trapte deze verdediger hem nog eens neer, waarna Pelé van het veld werd gedragen en Brazilië met 3-1 werd verslagen. De Brazilianen waren uitgeschakeld en ook dit toernooi was een grote teleurstelling voor Pelé. Hij scoorde slechts eenmaal in één hele wedstrijd en één heel korte. Verbitterd sprak Pelé dat hij nooit weer op een WK zou willen spelen.

### WK van 1970

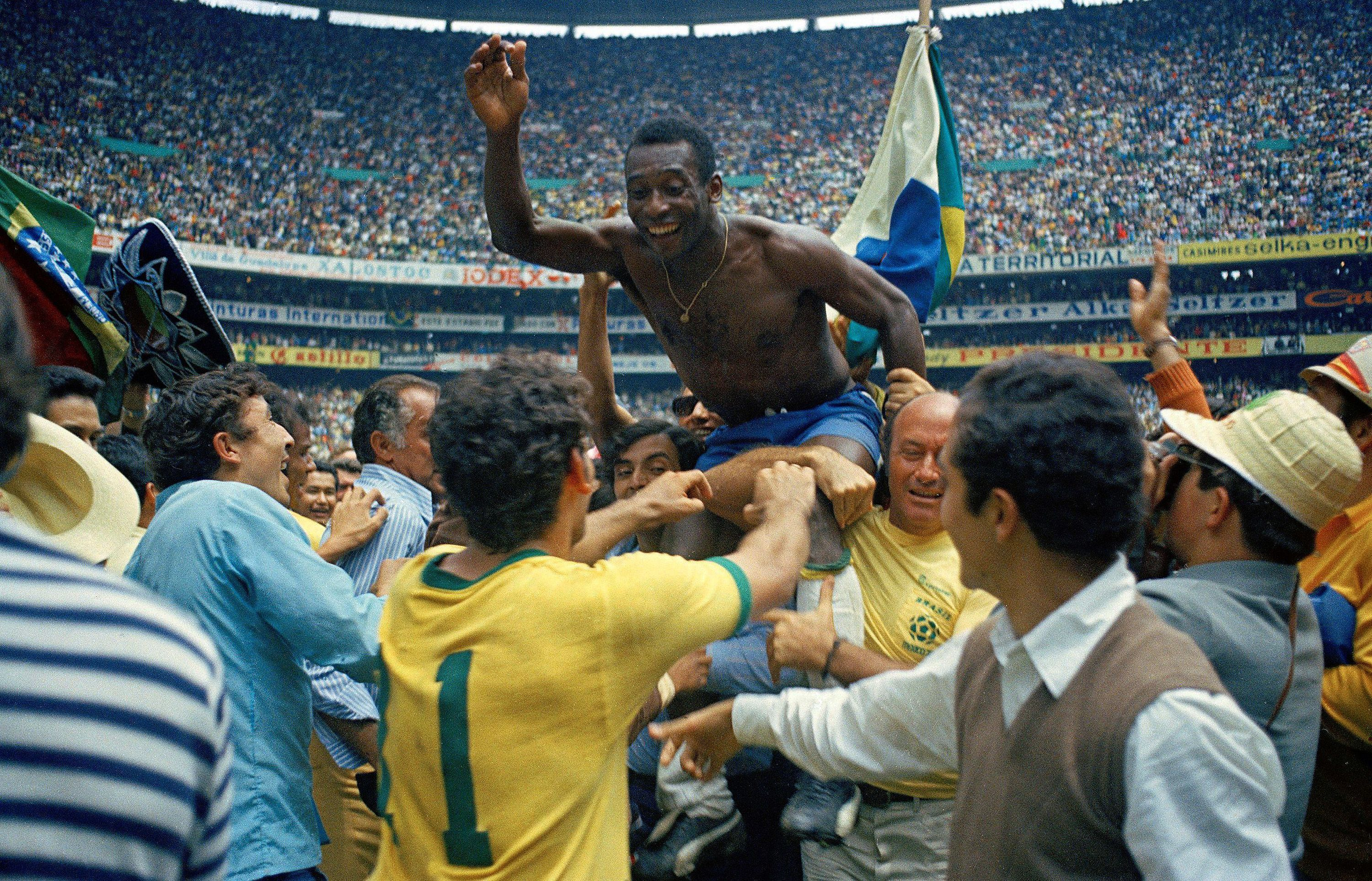
Pelé, vierend na het winnen van zijn derde wereldbeker met Brazilië.

Vier jaar later, met een 29-jarige Pelé in de gelederen speelde Brazilië op het WK 1970 te Mexico. Mario Zagallo, medespeler van Pelé in 1958, was de trainer. In het team speelden ook Carlos Alberto, Rivelino, Gérson, Jairzinho, Clodoaldo en Tostão. Volgens Pelé was dit team beter als collectief, terwijl het team van 1958 (met spelers als Didi, Mario Zagallo, Nílton Santos en Djalma Santos) individueel beter was. De eerste groepswedstrijd was tegen Tsjecho-Slowakije, en werd gewonnen met 4-1 (met een goal van Pelé). Brazilië won daarna met 1-0 van Engeland. Pelé scoorde niet, maar was wel enorm dichtbij; Gordon Banks verrichtte op een kopbal van Pelé een redding, terwijl Pelé al 'goal' riep. Pelé gaf overigens wel de assist voor de enige goal, gemaakt door Jairzinho. Na deze wedstrijd werden verdediger Bobby Moore en Pelé goede vrienden. Toen Moore overleed in 1993 sprak Pelé op diens begrafenis.
De derde groepswedstrijd werd met 3-0 gewonnen van Roemenië, Pelé scoorde tweemaal. De kwartfinale werd met 4-2 van Peru gewonnen, Pelé scoorde niet. De halve finale tegen Uruguay werd met 3-1 gewonnen en Pelé was bij de laatste twee doelpunten betrokken.
In de finale kwam Brazilië tegenover Italië te staan. Pelé scoorde met een kopbal de 1-0 (het honderdste Braziliaanse WK-doelpunt), Gérson scoorde na een mooie actie en mooi schot de 2-1 (Boninsegna scoorde de gelijkmaker). Bij de derde goal kopte Pelé een bal van Gérson terug die door Jairzinho in de goal werd geschoten. De 4-1 werd een bekend doelpunt. Clodoaldo speelde vier Italianen uit, gaf de bal aan Jairzinho die de bal na een korte actie naar Pelé passte. Pelé nam aan, en stond een paar seconden doodstil met de bal dood voor zijn voeten. Toen gaf hij op precies het juiste moment een tikje naar rechts en kon Carlos Alberto, die opeens aan kwam stormen, de 4-1 binnen schieten.

### Statistieken
| Toernooi | Wedstrijden | Goals |
| -------- | ----------- | ----- |
| 1958     | 4           | 6     |
| 1962     | 2           | 1     |
| 1966     | 2           | 1     |
| 1970     | 6           | 4     |
| Totaal:  | 14          | 12    |

## Verdere loopbaan

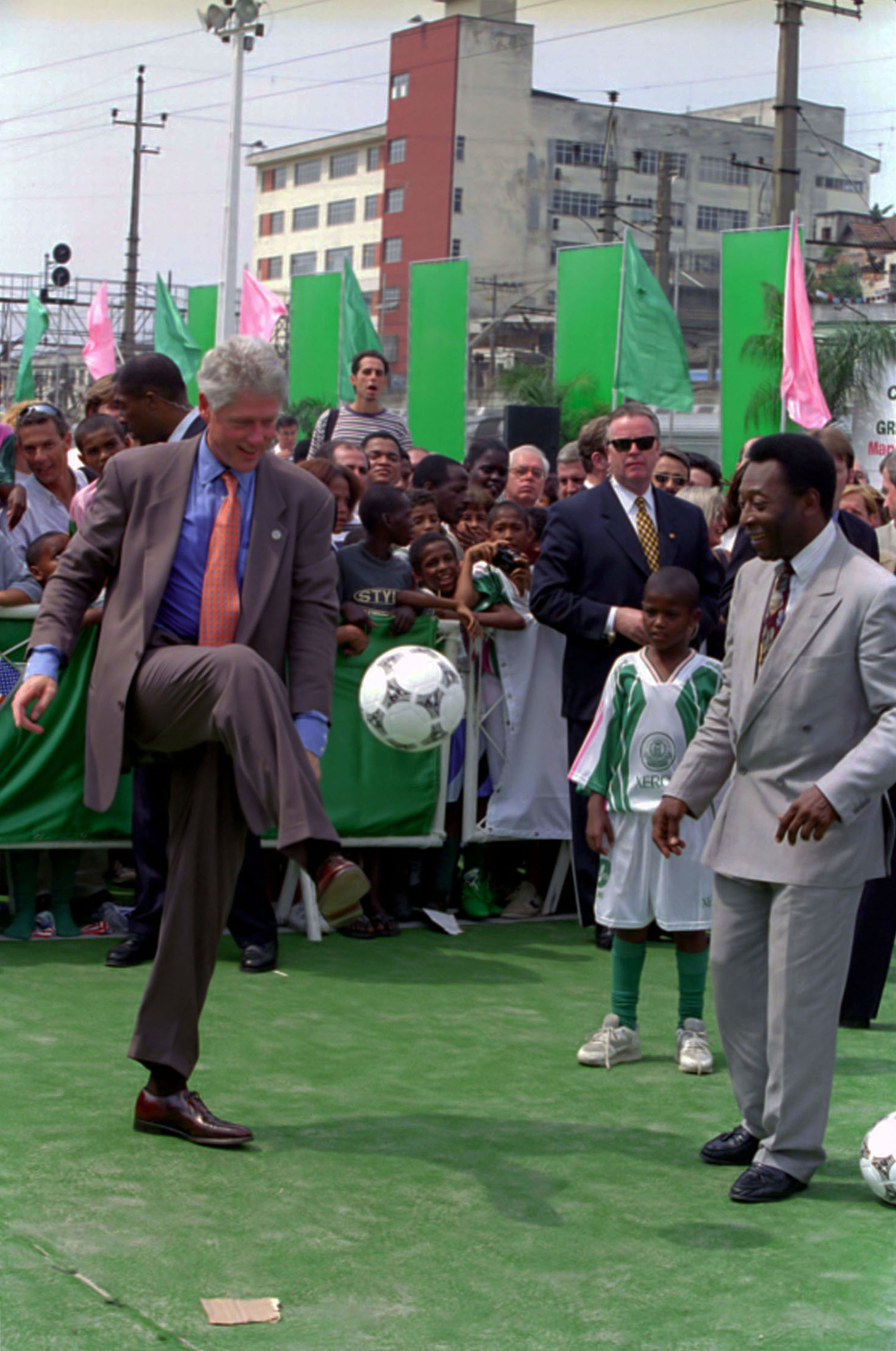
De Amerikaanse president Bill Clinton laat Pelé zien wat hij kan (1997).

Nadat Pelé zijn voetbalcarrière had beëindigd werd hij een graag geziene gast in diverse televisieprogramma's over de gehele wereld. Ook zette hij zich in voor vele goede doelen en werd hij een belangrijk persoon bij de FIFA. Pelé is voor het gebruik van het Esperanto. Hij zei hierover: “Het Esperanto zal in het algemeen voor sporters, voor de toenadering onder mensen en het vergemakkelijken van vriendschappelijke en sportersrelaties, zeer nuttig zijn.”
In 1995 werd Pelé benoemd tot buitengewoon minister van Sport in Brazilië. Tussen 1995 en 2001 was hij ambassadeur van Unicef en UNESCO, een taak die hij neerlegde nadat hij beschuldigd werd van corruptie. Een aantijging, die overigens nooit bewezen werd.
Pelé heeft diverse autobiografieën geschreven. In 2006 kwam zijn laatste uit, getiteld Pelé, mijn leven. Daarin vertelt hij over zijn gehele loopbaan als sporter en de periode daarna.
In 2004 werd Pelé door de FIFA gevraagd om de 100 beste nog levende voetballers op een lijst te zetten. Uiteindelijk werden het er 125. Zie het artikel FIFA 100. Op 9 december 2005 verrichtte hij samen met een aantal andere topvoetballers uit het verleden de loting voor het Wereldkampioenschap voetbal 2006 in Leipzig.
Pelé was sinds juni 2010 ook ambassadeur van het voetbalmerk Pelé Sports, gericht op functionele voetbalschoenen en een exclusieve kledinglijn. Hij was de ambassadeur voor de Olympische Zomerspelen 2016.

## Persoonlijk
Pelé trouwde voor het eerst in 1966, met Rosemeri. Samen kregen ze drie kinderen. In 1982 scheidden ze na een huwelijk van zestien jaar. Hij trouwde op 30 april 1994 met Assiria en kreeg met haar twee kinderen. In 2008 ging het stel uit elkaar. In 2016 werd de 32 jaar jongere Marcia Aoki zijn derde echtgenote.
Pelé heeft een of meer buitenechtelijke kinderen. De in 1964 geboren Sandra Macedo heeft hij nooit erkend als zijn dochter. Zij overleed aan borstkanker op 17 oktober 2006. Een andere buitenechtelijke dochter, Flavia Kurtz (1968), heeft hij wel erkend.

### Gezondheid en overlijden
In november 2019 werden bij de inmiddels 78-jarige Pelé nierstenen verwijderd en verbleef hij vier dagen in het ziekenhuis.
Pelé werd op 8 december 2021 opnieuw opgenomen in het ziekenhuis, deze keer voor een behandeling aan een tumor in zijn dikke darm.
Op 30 november 2022 werd Pelé opgenomen in het Albert Einstein-ziekenhuis in São Paulo wegens een zwelling in zijn lichaam. Op 22 december 2022 werd bekendgemaakt dat de gezondheid van Pelé sterk achteruitging. Een week later, op 29 december, overleed hij op 82-jarige leeftijd aan de gevolgen van darmkanker.

## Filmografie
Pelé was te zien in diverse films. Hieronder volgt een overzicht.
- Os Estranhos (1969) (televisieserie)
- O Barão Otelo no Barato dos Bilhões (1971)
- A Marcha (1973)
- Os Trombadinhas (1978)
- Escape To Victory (1981)
- A Minor Miracle (1983)
- Pedro Mico (1985)
- Os Trapalhões e o Rei do Futebol (1986)
- Hotshot (1987)
- Solidão, Uma Linda História de Amor (1990)
- Mike Bassett: England Manager (2001)
- ESPN SportsCentury (2004)
- Pele: The Master & His Method
- Pele: Birth of a legend (2016)

## Erelijst
Santos

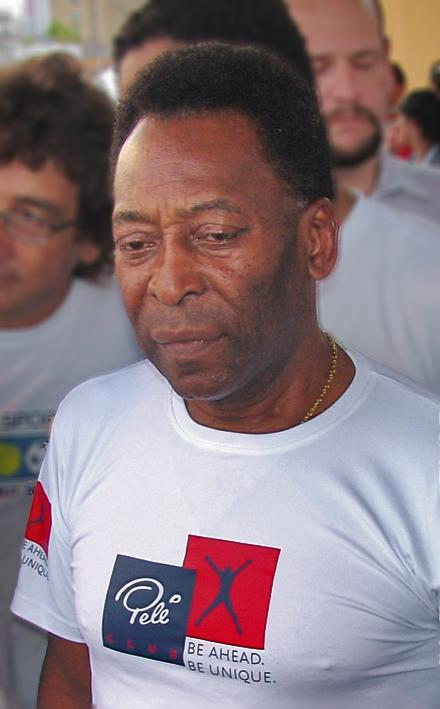
Pelé

- Campeonato Brasileiro Série A (6): 1961, 1962, 1963, 1964, 1965, 1968
- CONMEBOL Libertadores (2): 1962, 1963
- Wereldbeker voor clubteams (2): 1962, 1963
- Wereld Supercup (1): 1968
- Campeonato Paulista (10): 1958, 1960, 1961, 1962, 1964, 1965, 1967, 1968, 1969, 1973
- Torneio Rio-São Paulo (4): 1959, 1963, 1964, 1966

 New York Cosmos
- North American Super League, Soccer Bowl (1): 1977
- North American Super League, Atlantic Conference Championship (1): 1977

 Brazilië
- Wereldkampioenschap voetbal (3): 1958, 1962, 1970
- Taça do Atlântico (1): 1960
- Copa Roca (2): 1957, 1963
- Taça Oswaldo Cruz (3): 1958, 1962, 1968
- Copa Bernardo O'Higgins (1): 1959

Individueel
- Grootkruis voor Bewezen Diensten (de hoogste onderscheiding van de staat Brazilië, 1977)
- Knight Commander of the British Empire
- Internationale prijs voor de vrede (1978)
- ‘Atleet van de Eeuw’ (1999, verkozen door het Internationaal Olympisch Comité)
- Negen keer Braziliaans Voetballer van het Jaar
- Pelé heeft in vrijwel alle toernooien en competities waarin hij speelde topscorertitels verzameld.